# The Sacrifice of Kathleen
The Sacrifice of Kathleen (o The Salvation of Kathleen) è un cortometraggio muto del 1914 diretto da Van Dyke Brooke.

## Produzione
Il film fu prodotto dalla Vitagraph Company of America.

## Distribuzione
Distribuito dalla General Film Company, il film - un cortometraggio in due bobine - uscì nelle sale cinematografiche statunitensi il 3 marzo 1914. La Favorite Films ne distribuì una riedizione l'11 febbraio 1918.